# Alonso del Barco
Alonso del Barco (Madrid, c. 1645 - 1685) fue un pintor barroco español especializado en la pintura de paisajes. 
Natural de Madrid y discípulo de José Antolínez, fue, según Antonio Palomino, excelente pintor de paisajes, que pintaba «de práctica» —sin modelo— con «tal variedad, y hermosura, que causaban admiración».
Casado en la parroquia de San Sebastián, en 1662, con María Bazo y padre de tres hijos, bautizados en la misma parroquia entre 1663 y 1670, contaba también Palomino que al enviudar vistió hábito eclesiástico con intención de ordenarse, lo que no pudo lograr aunque sí obtuvo poco antes de morir un canonicato en la iglesia de Covarrubias (Burgos).
Aunque, siempre según la información proporcionada por Palomino, pudo ser pintor fecundo y eran «muchísimos» los cuadros de su mano en conventos y casas particulares, nada de su mano ha podido ser identificado.